# Canon EOS-1D X
Canon EOS-1D X là thân máy DSLR thuộc dòng chuyên nghiệp hàng đầu của hãng Canon và được xem là một sự kết hợp của 2 mẫu EOS-1Ds Mark III và EOS-1D Mark IV. Mẫu máy này được công bố vào ngày 18 tháng 10 năm 2011 và chính thức có mặt trên thị trường vào ngày 20 tháng 6 năm 2012. Giá thị trường Hoa Kỳ là 6.799 đô-la Mỹ (chỉ riêng thân máy) và giá ở thị trường Anh Quốc khoảng 5.299 bảng Anh. Máy được giới thiệu tại Việt Nam vào tháng 9-11-2011.
vào ngày 1-2-2016, Canon công bố 1DX Mark II nhằm thay thế và nối tiếp sự thành công từ 1DX.

## Tính năng[3]
- Khung vỏ chống thời tiết và va đập bằng magnesi
- Cảm biến CMOS full-frame 36mm × 24mm; 18.1 megapixels điểm ảnh hiệu dụng.[4]
- Bộ xử lý ảnh đôi Canon DIGIC 5+ (mỗi bộ xử lý nhanh hơn DIGIC 4 17 lần)
  - Bên cạnh đôi DIGIC 5+, 1DX còn có DIGIC 4 cho việc lấy nét tự động và đo sáng.
- Dải ISO cơ bản 100–51200. Có thêm 3 mức mô phỏng ISO 50, 102400 và 204800.
- Ngàm ống kính EF của Canon.
- Cảm biến đo sáng và màu sắc RGB tích hợp 100.000 pixels.
- 61 điểm lấy nét tự động: 21 điểm dạng ngang dọc ở f/5.6, 20 điểm dạng ngang dọc ở f/4, 5 điểm dạng ngang dọc chéo ở f/2.8 ở chính giữa theo hàng dọc, điểm chính giữa nhạy tới -2 EV
- Tốc độ chụp liên tiếp 14 khung hình/giây (fps) với định dạng JPEG (chế độ mirror locked up, không lấy nét tự động) và 12 fps với định dạng RAW, JPEG, RAW+JPEG với chế độ lấy nét tự động toàn phần và sửa quang sai.[4] Theo Canon, tốc độ chụp cao nhất giảm xuống còn 10 fps ở mức ISO 32,000 trở lên.[5]
- Menu được thiết kế kiểu mới, chia làm 6 mục lớn, có thêm 1 mục về lấy nét tự động (menu AF), cho phép tùy chọn các trường hợp lấy nét khi chụp các môn thể thao khác nhau từ Case 1 cho tới Case 6, độ nhạy bám nét, tốc độ AI servo...; Lấy nét tự động Theo dõi và Nhận dạng Thông minh (Intelligent Tracking & Recognition) (EOS iTR AF).
  - Thiết kế menu 6 mục, EOS iSA, EOS iTR AF về sau xuất hiện trên 5D Mark III (2012), 7D Mark II (2014), 5DS/5DSR (2015), 1DX Mark II (2016), 5D Mark IV (2016).
- Kết nối Ethernet Gigabit tích hợp với cổng RJ-45.
- Vòng đời màn trập khoảng 400.000 lần.
- Nhiều chức năng phơi sáng.
- Hệ thống làm sạch cảm biến siêu âm (Ultrasonic Cleaning System) thế hệ thứ hai.
- Hai khe cắm thể nhớ CompactFlash hỗ trợ UDMA 7.
- Phân tích Chủ thể Thông minh (Intelligent Subject Analysis) (EOS iSA).
- Pin LP-E4N 2450mAh (tương thích LP-E4).
- Chức năng xem ảnh chụp trực tiếp trên LCD.
- Màn hình tinh thể lỏng 3.2 inch, 1,040,000 chấm.[6]
- Dual-Axis Electronic Level.
- Quay phim: Full HD (1920×1080) với các mức khung hình 24p, 25 (PAL) hoặc 30 (NTSC) fps,[4] 720p (1280x720) với mức 50 hoặc 60 fps, và SDTV (640×480) với mức 25 hoặc 30 fps. Video H.264 có thể được chuyển đổi giữa inter frame và IPB với dự đoán hai chiều (bidirectional prediction) để làm giảm kích thước tập tin.
- GPS: phụ kiện rời GP-E1, GP-E2.

## Phụ kiện
Theo website của Canon, trong hộp đựng đi kèm thân máy EOS-1D X còn có:
- Eyecup Eg
- Pin LP-E4N
- Sạc pin LC-E4N
- Dây đeo L7
- Cable Protector
- Cáp AV AVC-DC400ST
- Cáp USM IFC-200U